# سولارانا
بلدية سولارانا (بالإسبانية: Solarana)‏, هي إحدى بلديات مقاطعة برغش, التي تقع في منطقة قشتالة وليون, والتي تقع في شمال غرب إسبانيا.
يبلغ عدد سكانها 111 نسمة وفقاً لإحصائية سنة (2002).